# Настоящие буревестники
Настоящие буревестники (лат. Puffinus) — род морских птиц семейства буревестниковых.
У представителей этого рода длинные крылья и тёмная верхняя часть тела коричневого, серого или чёрного цвета. Нижняя часть тела чаще светлее вплоть до белого цвета.
В полёте они делают мало взмахов крыльями, предпочитая парить на длинных расстояниях.
Местами гнездовий служат исключительно острова и скалистые участки побережья. Представители рода гнездятся в колониях, прилетая только ночью, чтобы минимизировать опасность встречи с дневными хищными птицами и большими чайками. Они откладывают единственное белое яйцо в лунку на земле. Многие виды — это перелётные птицы, которые мигрируют на большие расстояния. Серый буревестник (Puffinus griseus) за сезон преодолевает расстояние до 65 000 км. Обыкновенный буревестник — долгожитель, на воле его возраст может достигать до 55 лет.
В качестве пищи служат рыбы, осьминоги и другие морские животные. Некоторые виды сопровождают рыболовецкие суда и подхватывают отходы рыболовства.

## Классификация
Систематика этого рода оспаривается и различные биологи насчитывают разное количество видов (до 25).
Международный союз орнитологов относит к роду Puffinus 21 вид
- Рождественский буревестник (Puffinus nativitatis)
- Малый буревестник или обыкновенный буревестник (Puffinus puffinus)
- Левантский буревестник (Puffinus yelkouan)
- Балеарский буревестник (Puffinus mauretanicus)
- Puffinus bryani
- Буроспинный буревестник (Puffinus opisthomelas)
- Буревестник Таунзенда (Puffinus auricularis)[4]
- Буревестник Ньюэлла (Puffinus newelli)[4]
- Puffinus myrtae
- Буроспинный буревестник (Puffinus gavia)
- Буревестник Хаттона (Puffinus huttoni)
- Буревестник Одёбона (Puffinus lherminieri)
- Персидский буревестник (Puffinus persicus)
- Puffinus bailloni
- Галапагосский буревестник (Puffinus subalaris)
- Буревестник Баннермана (Puffinus bannermani)
- Буревестник Хейнрота (Puffinus heinrothi)
- Малый буревестник (Puffinus assimilis)
- Puffinus elegans
- Североатлантический малый буревестник (Puffinus baroli)
- Тайфунник Бойда (Puffinus boydi)

В России встречается 3 вида настоящих буревестников: левантский, малый, бледноногий буревестники.